# Ricardo García Mercet
Ricardo García Mercet (Bilbao, 1860 - 12 de maig de 1933) va ser un farmacèutic i militar espanyol acadèmic de la Reial Acadèmia de Ciències Exactes, Físiques i Naturals.

## Biografia
En 1881 es va doctorar en farmàcia i ciències a la Universitat de Madrid, on fou deixeble d'Ignacio Bolívar y Urrutia. Alhora va ingressar al Cos Militar de Sanitat, amb el que arribaria al grau de coronel i fou destinat a Melilla i a les illes Chafarinas. En 1883 va recórrer les illes Filipines i fou nomenat director de La Oceanía Española de Manila. Especialitzat en himenòpters, al seu retorn va col·laborar amb el Museu d'Història Natural de Madrid.
Fou president de la Reial Societat Espanyola d'Història Natural, secretari general de l'Associació Espanyola per al Progrés de les Ciències, acadèmic corresponent de la Reial Acadèmia de Ciències i Arts de Barcelona i de l'Institut de Coïmbra. El 1921 fou escollit acadèmic de la Reial Acadèmia de Ciències Exactes, Físiques i Naturals.
Les seves col·leccions de Chalcidoidea es conserven al Museu Nacional de Ciències Naturals d'Espanya a Madrid i al Museu d'Història Natural de Giacomo Doria a Gènova.

## Obres
- Los enemigos de los parásitos de las plantas. Los Afelínidos (Madrid, 1912)
- La lucha contra los insectos perjudiciales, Fauna ibérica. Himenópteros. Fam. Encírtidos (1921)
- Encírtidos de Europa central nuevos o poco conocidos, así como numerosos folletos en revistas europeas